# Lindale and Newton-in-Cartmel
Lindale and Newton-in-Cartmel est une paroisse civile de Cumbria, située dans le nord-ouest de l'Angleterre.